# Jadwiga Ablamowicz
Jadwiga Ablamowicz (* vor 1900; † nach 1905) war eine polnische Komponistin.

## Leben
Jadwiga Ablamowicz kam aus Krakau. Über ihr Leben ist wenig bekannt. Sie lebte um 1900 und veröffentlichte 1905 bei dem Verleger Gebethner i Wolff in Warschau Lieder für Singstimme und Klavier.

## Werke (Auswahl)
- Drei Lieder für Singstimme und Klavier, Gebethner i Wolff, Warschau, 1905 RISM ID: 1001162428 OCLC 899820519 (Digitalisat von „Każda pieśń moja“ und „Przychodzisz do mnie“ bei polona.pl, Digitalisat der „Serenada hiszpańska“ bei polona.pl)
  - Każda pieśń moja, Text: Edward Słoński
  - Przychodzisz do mnie, [Du kommst zu mir], Text: Kazimierz Przerwa-Tetmajer
  - Serenada hiszpańska (Serenade espagnole), Vivo. Tempo di Valse,  Incipit: Alexandrine Wertheim gewidmet OCLC 947215794